# Campbell Station (Arkansas)
Campbell Station es una ciudad ubicada en el condado de Jackson en el estado estadounidense de Arkansas. En el Censo de 2010 tenía una población de 255 habitantes y una densidad poblacional de 57,08 personas por km².

## Geografía
Campbell Station se encuentra ubicada en las coordenadas 35°40′4″N 91°15′14″O / 35.66778, -91.25389. Según la Oficina del Censo de los Estados Unidos, Campbell Station tiene una superficie total de 4.47 km², de la cual 4.47 km² corresponden a tierra firme y (0%) 0 km² es agua.

## Demografía
Según el censo de 2010, había 255 personas residiendo en Campbell Station. La densidad de población era de 57,08 hab./km². De los 255 habitantes, Campbell Station estaba compuesto por el 96.47% blancos, el 2.75% eran afroamericanos, el 0.39% eran amerindios, el 0% eran asiáticos, el 0% eran isleños del Pacífico, el 0% eran de otras razas y el 0.39% pertenecían a dos o más razas. Del total de la población el 0% eran hispanos o latinos de cualquier raza.